# Rio Turvo (vattendrag i Brasilien, Goiás, lat -18,01, long -50,23)
Rio Turvo är ett vattendrag i Brasilien.   Det ligger i delstaten Goiás, i den sydöstra delen av landet, 300 km sydväst om huvudstaden Brasília.
Trakten runt Rio Turvo består till största delen av jordbruksmark. Runt Rio Turvo är det mycket glesbefolkat, med 3 invånare per kvadratkilometer.